# William Cavendish, Marquess of Hartington
William John Robert Cavendish, Marquess of Hartington (* 10. Dezember 1917; † 10. September 1944 in Belgien) war ein britischer Aristokrat, der als Ehemann von John F. Kennedys Schwester Kathleen besondere Bekanntheit erlangte.

## Leben
Er war der älteste Sohn von Edward Cavendish, 10. Duke of Devonshire, und Mary Cavendish, Duchess of Devonshire. Seit sein Vater 1937 den Titel eines Duke of Devonshire geerbt hatte, führte er als sein Titelerbe (Heir apparent) den Höflichkeitstitel Marquess of Hartington.
Er besuchte das Eton College und studierte am Trinity College der Universität Cambridge. Er war Mitglied der Conservative Party und kandidierte am 18. Februar 1944 bei einer Nachwahl im Wahlkreis West Derbyshire erfolglos für einen Sitz im britischen House of Commons.
Cavendish heiratete am 6. Mai 1944 gegen den Willen seiner Schwiegermutter Rose die US-Amerikanerin Kathleen Agnes Kennedy, die Tochter des US-Botschafters Joseph Kennedy, die somit zur Marchioness of Hartington wurde. 
Er diente im Zweiten Weltkrieg im Rang eines Majors beim 5. Bataillon der Coldstream Guards und wurde mentioned in despatches. Etwa vier Monate nach der Hochzeit starb Cavendish während schwerer Kämpfe in Heppen in Belgien durch einen Scharfschützen der Waffen-SS. Den Titel seines Vaters erbte somit nicht William, sondern sein jüngerer Bruder Andrew Cavendish.